# Rhoptromyrmex melleus
Rhoptromyrmex melleus é uma espécie de formiga do gênero Rhoptromyrmex, pertencente à subfamília Myrmicinae.